# Енготаю
Енготаю (устар. Енгота-Ю) — река в Берёзовском районе Ханты-Мансийского автономного округа. Устье реки находится на 136 км по левому берегу реки Хулга. Длина реки составляет 76 км.
- В 5 км от устья, по правому берегу реки впадает река Енготашор.
- В 32 км от устья, по правому берегу реки впадает река Гришванью.
- В 42 км от устья, по левому берегу реки впадает река Жальнюрсоим.
- В 46 км от устья, по правому берегу реки впадает река Меркушъёль.

## Данные водного реестра
По данным государственного водного реестра России относится к Нижнеобскому бассейновому округу, водохозяйственный участок реки — Северная Сосьва, речной подбассейн реки — Северная Сосьва. Речной бассейн реки — (Нижняя) Обь от впадения Иртыша.